# Pristichampsidae
Pristichampsidae es una familia de crocodilianos que vivieron en Europa, Asia y Norteamérica durante el Paleógeno. Se conocen dos géneros en la familia, Pristichampsus y Planocrania. Los pristicámpsidos fueron crocodilianos sumamente especializados que se adaptaron a vivir en tierra. Tenían una extensa armadura corporal, patas largas y garras romas que se parecían a pezuñas, por lo que a veces se les denomina "cocodrilos de pezuña". Muchos análisis filogenéticos (análisis de las relaciones evolutivas) sitúan a los pristicámpsidos en una posición basal dentro de Crocodylia. Algunos de estos análisis han encontrado que esta familia cae justo por fuera de Brevirostres, el grupo de crocodilianos que incluye a los aligatores, caimanes y cocodrilos pero no a los gaviales. Se infiere que los pristicámpsidos aparecieron inicialmente en el Cretácico Superior, varias decenas de millones de años antes de que aparezcan realmente en el registro fósil. Esto se debe a que los primeros miembros de los Brevirostres aparecen en la etapa del Campaniense del Cretácico Superior, y los Pristichampsidae, siendo un grupo externo a Brevirostres, debe haberse separado antes de esa época.

## Descripción
Los pristicámpsidos fueron crocodilianos terrestres con patas más largas que las de sus parientes actuales. Alcanzaban tamaños de entre 2 a 3 metros de longitud. Esqueletos casi completos de Pristichampsus indican que los pristicámpsidos estaban más acorazados que los crocodilianos modernos, con placas óseas llamadas osteodermos quedando fuertemente entrelazadas a lo largo de la espalda, encajonando completamente la cola, y extendiéndose hasta las patas. Las garras son romas y se han descrito como parecidas a pezuñas por su forma, sugiriendo que los pristicámpsidos pueden haber sido ungulígrados, es decir caminando sobre las puntas de los dedos pies como los mamíferos ungulados. Las áreas en los huesos de las patas en las que los músculos se sujetan tiene  posiciones diferentes entre los pristicámpsidos y los crocodilianos actuales, posiblemente como una adaptación a caminar en tierra. Un estudió sugirió que estas modificaciones anatómicas pueden haberle permitido a los pristicámpsidos caminar en sus miembros posteriores por breves períodos de tiempo, lo cual los hubiera convertido en bípedos facultativos.
Mientras que muchos crocodilianos tenían cráneos aplanados, los pristicámpsidos tenían cráneos altos y estrechos (comprimidos lateralmente). Sus dientes también estaban aplanados por los lados y no eran cónicos como los de otros crocodilianos. La combinación de este cráneo comprimido y los dientes aplanados lateralmente es conocida como la condición "zifodonta". Esta es común entre los crocodilomorfos no crocodilianos terrestres que vivieron en el Mesozoico, pero entre los crocodilianos es única de los pristicámpsidos y el extinto cocodrilo de Australia Quinkana (el cual se cree que también era terrestre).
Los dientes de la mandíbula superior se superponen completamente a los de la mandíbula inferior cuando la boca se cierra, dándole a los pristicámpsidos una sobremordida como la de los aligatores. Los pristicámpsidos además tenían una muesca entre el hueso premaxilar en la punta de la mandíbula superior y el maxilar detrás de este. Los cocodrilos actuales tienen esta misma muesca que provee espacio para el alargado cuarto diente de la mandíbula superior cuando la boca se cierra. En los pristicámpsidos y otros crocodiloideos basales, el cuarto diente es pequeño y no encaja en la muesca.

## Filogenia
A continuación se encuentra un cladograma basado en el estudio de Brochu et al. (2012):
|  | Planocrania datangensis†                                                                 |
|  |                                                                                          |
|  | \| \| Pristichampsus vorax† \| \| \| \| \| \| Pristichampsus geiseltalensis† \| \| \| \| |
|  |                                                                                          |
|  | Pristichampsus vorax†                                                                    |
|  |                                                                                          |
|  | Pristichampsus geiseltalensis†                                                           |
|  |                                                                                          |

|  | Pristichampsus vorax†          |
|  |                                |
|  | Pristichampsus geiseltalensis† |
|  |                                |

|  | Planocrania datangensis†                                                                 |
|  |                                                                                          |
|  | \| \| Pristichampsus vorax† \| \| \| \| \| \| Pristichampsus geiseltalensis† \| \| \| \| |
|  |                                                                                          |
|  | Pristichampsus vorax†                                                                    |
|  |                                                                                          |
|  | Pristichampsus geiseltalensis†                                                           |
|  |                                                                                          |

|  | Pristichampsus vorax†          |
|  |                                |
|  | Pristichampsus geiseltalensis† |
|  |                                |

|  | Alligatoroidea (aligatores, caimanes, y parientes extintos) |
|  |                                                             |
|  | Crocodyloidea (cocodrilos y parientes extintos)             |
|  |                                                             |

|  | Planocrania datangensis†                                                                 |
|  |                                                                                          |
|  | \| \| Pristichampsus vorax† \| \| \| \| \| \| Pristichampsus geiseltalensis† \| \| \| \| |
|  |                                                                                          |
|  | Pristichampsus vorax†                                                                    |
|  |                                                                                          |
|  | Pristichampsus geiseltalensis†                                                           |
|  |                                                                                          |

|  | Pristichampsus vorax†          |
|  |                                |
|  | Pristichampsus geiseltalensis† |
|  |                                |

|  | Planocrania datangensis†                                                                 |
|  |                                                                                          |
|  | \| \| Pristichampsus vorax† \| \| \| \| \| \| Pristichampsus geiseltalensis† \| \| \| \| |
|  |                                                                                          |
|  | Pristichampsus vorax†                                                                    |
|  |                                                                                          |
|  | Pristichampsus geiseltalensis†                                                           |
|  |                                                                                          |

|  | Pristichampsus vorax†          |
|  |                                |
|  | Pristichampsus geiseltalensis† |
|  |                                |

|  | Alligatoroidea (aligatores, caimanes, y parientes extintos) |
|  |                                                             |
|  | Crocodyloidea (cocodrilos y parientes extintos)             |
|  |                                                             |

|  | Planocrania datangensis†                                                                 |
|  |                                                                                          |
|  | \| \| Pristichampsus vorax† \| \| \| \| \| \| Pristichampsus geiseltalensis† \| \| \| \| |
|  |                                                                                          |
|  | Pristichampsus vorax†                                                                    |
|  |                                                                                          |
|  | Pristichampsus geiseltalensis†                                                           |
|  |                                                                                          |

|  | Pristichampsus vorax†          |
|  |                                |
|  | Pristichampsus geiseltalensis† |
|  |                                |

|  | Planocrania datangensis†                                                                 |
|  |                                                                                          |
|  | \| \| Pristichampsus vorax† \| \| \| \| \| \| Pristichampsus geiseltalensis† \| \| \| \| |
|  |                                                                                          |
|  | Pristichampsus vorax†                                                                    |
|  |                                                                                          |
|  | Pristichampsus geiseltalensis†                                                           |
|  |                                                                                          |

|  | Pristichampsus vorax†          |
|  |                                |
|  | Pristichampsus geiseltalensis† |
|  |                                |

|  | Alligatoroidea (aligatores, caimanes, y parientes extintos) |
|  |                                                             |
|  | Crocodyloidea (cocodrilos y parientes extintos)             |
|  |                                                             |

|  | Planocrania datangensis†                                                                 |
|  |                                                                                          |
|  | \| \| Pristichampsus vorax† \| \| \| \| \| \| Pristichampsus geiseltalensis† \| \| \| \| |
|  |                                                                                          |
|  | Pristichampsus vorax†                                                                    |
|  |                                                                                          |
|  | Pristichampsus geiseltalensis†                                                           |
|  |                                                                                          |

|  | Pristichampsus vorax†          |
|  |                                |
|  | Pristichampsus geiseltalensis† |
|  |                                |

|  | Planocrania datangensis†                                                                 |
|  |                                                                                          |
|  | \| \| Pristichampsus vorax† \| \| \| \| \| \| Pristichampsus geiseltalensis† \| \| \| \| |
|  |                                                                                          |
|  | Pristichampsus vorax†                                                                    |
|  |                                                                                          |
|  | Pristichampsus geiseltalensis†                                                           |
|  |                                                                                          |

|  | Pristichampsus vorax†          |
|  |                                |
|  | Pristichampsus geiseltalensis† |
|  |                                |

|  | Alligatoroidea (aligatores, caimanes, y parientes extintos) |
|  |                                                             |
|  | Crocodyloidea (cocodrilos y parientes extintos)             |
|  |                                                             |

|  | Planocrania datangensis†                                                                 |
|  |                                                                                          |
|  | \| \| Pristichampsus vorax† \| \| \| \| \| \| Pristichampsus geiseltalensis† \| \| \| \| |
|  |                                                                                          |
|  | Pristichampsus vorax†                                                                    |
|  |                                                                                          |
|  | Pristichampsus geiseltalensis†                                                           |
|  |                                                                                          |

|  | Pristichampsus vorax†          |
|  |                                |
|  | Pristichampsus geiseltalensis† |
|  |                                |

|  | Planocrania datangensis†                                                                 |
|  |                                                                                          |
|  | \| \| Pristichampsus vorax† \| \| \| \| \| \| Pristichampsus geiseltalensis† \| \| \| \| |
|  |                                                                                          |
|  | Pristichampsus vorax†                                                                    |
|  |                                                                                          |
|  | Pristichampsus geiseltalensis†                                                           |
|  |                                                                                          |

|  | Pristichampsus vorax†          |
|  |                                |
|  | Pristichampsus geiseltalensis† |
|  |                                |

|  | Alligatoroidea (aligatores, caimanes, y parientes extintos) |
|  |                                                             |
|  | Crocodyloidea (cocodrilos y parientes extintos)             |
|  |                                                             |

|  | Planocrania datangensis†                                                                 |
|  |                                                                                          |
|  | \| \| Pristichampsus vorax† \| \| \| \| \| \| Pristichampsus geiseltalensis† \| \| \| \| |
|  |                                                                                          |
|  | Pristichampsus vorax†                                                                    |
|  |                                                                                          |
|  | Pristichampsus geiseltalensis†                                                           |
|  |                                                                                          |

|  | Pristichampsus vorax†          |
|  |                                |
|  | Pristichampsus geiseltalensis† |
|  |                                |

|  | Planocrania datangensis†                                                                 |
|  |                                                                                          |
|  | \| \| Pristichampsus vorax† \| \| \| \| \| \| Pristichampsus geiseltalensis† \| \| \| \| |
|  |                                                                                          |
|  | Pristichampsus vorax†                                                                    |
|  |                                                                                          |
|  | Pristichampsus geiseltalensis†                                                           |
|  |                                                                                          |

|  | Pristichampsus vorax†          |
|  |                                |
|  | Pristichampsus geiseltalensis† |
|  |                                |

|  | Alligatoroidea (aligatores, caimanes, y parientes extintos) |
|  |                                                             |
|  | Crocodyloidea (cocodrilos y parientes extintos)             |
|  |                                                             |

|  | Planocrania datangensis†                                                                 |
|  |                                                                                          |
|  | \| \| Pristichampsus vorax† \| \| \| \| \| \| Pristichampsus geiseltalensis† \| \| \| \| |
|  |                                                                                          |
|  | Pristichampsus vorax†                                                                    |
|  |                                                                                          |
|  | Pristichampsus geiseltalensis†                                                           |
|  |                                                                                          |

|  | Pristichampsus vorax†          |
|  |                                |
|  | Pristichampsus geiseltalensis† |
|  |                                |

|  | Planocrania datangensis†                                                                 |
|  |                                                                                          |
|  | \| \| Pristichampsus vorax† \| \| \| \| \| \| Pristichampsus geiseltalensis† \| \| \| \| |
|  |                                                                                          |
|  | Pristichampsus vorax†                                                                    |
|  |                                                                                          |
|  | Pristichampsus geiseltalensis†                                                           |
|  |                                                                                          |

|  | Pristichampsus vorax†          |
|  |                                |
|  | Pristichampsus geiseltalensis† |
|  |                                |

|  | Alligatoroidea (aligatores, caimanes, y parientes extintos) |
|  |                                                             |
|  | Crocodyloidea (cocodrilos y parientes extintos)             |
|  |                                                             |

|  | Planocrania datangensis†                                                                 |
|  |                                                                                          |
|  | \| \| Pristichampsus vorax† \| \| \| \| \| \| Pristichampsus geiseltalensis† \| \| \| \| |
|  |                                                                                          |
|  | Pristichampsus vorax†                                                                    |
|  |                                                                                          |
|  | Pristichampsus geiseltalensis†                                                           |
|  |                                                                                          |

|  | Pristichampsus vorax†          |
|  |                                |
|  | Pristichampsus geiseltalensis† |
|  |                                |

|  | Planocrania datangensis†                                                                 |
|  |                                                                                          |
|  | \| \| Pristichampsus vorax† \| \| \| \| \| \| Pristichampsus geiseltalensis† \| \| \| \| |
|  |                                                                                          |
|  | Pristichampsus vorax†                                                                    |
|  |                                                                                          |
|  | Pristichampsus geiseltalensis†                                                           |
|  |                                                                                          |

|  | Pristichampsus vorax†          |
|  |                                |
|  | Pristichampsus geiseltalensis† |
|  |                                |

|  | Alligatoroidea (aligatores, caimanes, y parientes extintos) |
|  |                                                             |
|  | Crocodyloidea (cocodrilos y parientes extintos)             |
|  |                                                             |

|  | Planocrania datangensis†                                                                 |
|  |                                                                                          |
|  | \| \| Pristichampsus vorax† \| \| \| \| \| \| Pristichampsus geiseltalensis† \| \| \| \| |
|  |                                                                                          |
|  | Pristichampsus vorax†                                                                    |
|  |                                                                                          |
|  | Pristichampsus geiseltalensis†                                                           |
|  |                                                                                          |

|  | Pristichampsus vorax†          |
|  |                                |
|  | Pristichampsus geiseltalensis† |
|  |                                |

|  | Planocrania datangensis†                                                                 |
|  |                                                                                          |
|  | \| \| Pristichampsus vorax† \| \| \| \| \| \| Pristichampsus geiseltalensis† \| \| \| \| |
|  |                                                                                          |
|  | Pristichampsus vorax†                                                                    |
|  |                                                                                          |
|  | Pristichampsus geiseltalensis†                                                           |
|  |                                                                                          |

|  | Pristichampsus vorax†          |
|  |                                |
|  | Pristichampsus geiseltalensis† |
|  |                                |

|  | Alligatoroidea (aligatores, caimanes, y parientes extintos) |
|  |                                                             |
|  | Crocodyloidea (cocodrilos y parientes extintos)             |
|  |                                                             |

|  | Planocrania datangensis†                                                                 |
|  |                                                                                          |
|  | \| \| Pristichampsus vorax† \| \| \| \| \| \| Pristichampsus geiseltalensis† \| \| \| \| |
|  |                                                                                          |
|  | Pristichampsus vorax†                                                                    |
|  |                                                                                          |
|  | Pristichampsus geiseltalensis†                                                           |
|  |                                                                                          |

|  | Pristichampsus vorax†          |
|  |                                |
|  | Pristichampsus geiseltalensis† |
|  |                                |

|  | Planocrania datangensis†                                                                 |
|  |                                                                                          |
|  | \| \| Pristichampsus vorax† \| \| \| \| \| \| Pristichampsus geiseltalensis† \| \| \| \| |
|  |                                                                                          |
|  | Pristichampsus vorax†                                                                    |
|  |                                                                                          |
|  | Pristichampsus geiseltalensis†                                                           |
|  |                                                                                          |

|  | Pristichampsus vorax†          |
|  |                                |
|  | Pristichampsus geiseltalensis† |
|  |                                |

|  | Alligatoroidea (aligatores, caimanes, y parientes extintos) |
|  |                                                             |
|  | Crocodyloidea (cocodrilos y parientes extintos)             |
|  |                                                             |

|  | Planocrania datangensis†                                                                 |
|  |                                                                                          |
|  | \| \| Pristichampsus vorax† \| \| \| \| \| \| Pristichampsus geiseltalensis† \| \| \| \| |
|  |                                                                                          |
|  | Pristichampsus vorax†                                                                    |
|  |                                                                                          |
|  | Pristichampsus geiseltalensis†                                                           |
|  |                                                                                          |

|  | Pristichampsus vorax†          |
|  |                                |
|  | Pristichampsus geiseltalensis† |
|  |                                |

|  | Planocrania datangensis†                                                                 |
|  |                                                                                          |
|  | \| \| Pristichampsus vorax† \| \| \| \| \| \| Pristichampsus geiseltalensis† \| \| \| \| |
|  |                                                                                          |
|  | Pristichampsus vorax†                                                                    |
|  |                                                                                          |
|  | Pristichampsus geiseltalensis†                                                           |
|  |                                                                                          |

|  | Pristichampsus vorax†          |
|  |                                |
|  | Pristichampsus geiseltalensis† |
|  |                                |

|  | Alligatoroidea (aligatores, caimanes, y parientes extintos) |
|  |                                                             |
|  | Crocodyloidea (cocodrilos y parientes extintos)             |
|  |                                                             |

|  | Planocrania datangensis†                                                                 |
|  |                                                                                          |
|  | \| \| Pristichampsus vorax† \| \| \| \| \| \| Pristichampsus geiseltalensis† \| \| \| \| |
|  |                                                                                          |
|  | Pristichampsus vorax†                                                                    |
|  |                                                                                          |
|  | Pristichampsus geiseltalensis†                                                           |
|  |                                                                                          |

|  | Pristichampsus vorax†          |
|  |                                |
|  | Pristichampsus geiseltalensis† |
|  |                                |

|  | Planocrania datangensis†                                                                 |
|  |                                                                                          |
|  | \| \| Pristichampsus vorax† \| \| \| \| \| \| Pristichampsus geiseltalensis† \| \| \| \| |
|  |                                                                                          |
|  | Pristichampsus vorax†                                                                    |
|  |                                                                                          |
|  | Pristichampsus geiseltalensis†                                                           |
|  |                                                                                          |

|  | Pristichampsus vorax†          |
|  |                                |
|  | Pristichampsus geiseltalensis† |
|  |                                |

|  | Alligatoroidea (aligatores, caimanes, y parientes extintos) |
|  |                                                             |
|  | Crocodyloidea (cocodrilos y parientes extintos)             |
|  |                                                             |

|  | Planocrania datangensis†                                                                 |
|  |                                                                                          |
|  | \| \| Pristichampsus vorax† \| \| \| \| \| \| Pristichampsus geiseltalensis† \| \| \| \| |
|  |                                                                                          |
|  | Pristichampsus vorax†                                                                    |
|  |                                                                                          |
|  | Pristichampsus geiseltalensis†                                                           |
|  |                                                                                          |

|  | Pristichampsus vorax†          |
|  |                                |
|  | Pristichampsus geiseltalensis† |
|  |                                |

|  | Planocrania datangensis†                                                                 |
|  |                                                                                          |
|  | \| \| Pristichampsus vorax† \| \| \| \| \| \| Pristichampsus geiseltalensis† \| \| \| \| |
|  |                                                                                          |
|  | Pristichampsus vorax†                                                                    |
|  |                                                                                          |
|  | Pristichampsus geiseltalensis†                                                           |
|  |                                                                                          |

|  | Pristichampsus vorax†          |
|  |                                |
|  | Pristichampsus geiseltalensis† |
|  |                                |

|  | Alligatoroidea (aligatores, caimanes, y parientes extintos) |
|  |                                                             |
|  | Crocodyloidea (cocodrilos y parientes extintos)             |
|  |                                                             |

|  | Planocrania datangensis†                                                                 |
|  |                                                                                          |
|  | \| \| Pristichampsus vorax† \| \| \| \| \| \| Pristichampsus geiseltalensis† \| \| \| \| |
|  |                                                                                          |
|  | Pristichampsus vorax†                                                                    |
|  |                                                                                          |
|  | Pristichampsus geiseltalensis†                                                           |
|  |                                                                                          |

|  | Pristichampsus vorax†          |
|  |                                |
|  | Pristichampsus geiseltalensis† |
|  |                                |

|  | Planocrania datangensis†                                                                 |
|  |                                                                                          |
|  | \| \| Pristichampsus vorax† \| \| \| \| \| \| Pristichampsus geiseltalensis† \| \| \| \| |
|  |                                                                                          |
|  | Pristichampsus vorax†                                                                    |
|  |                                                                                          |
|  | Pristichampsus geiseltalensis†                                                           |
|  |                                                                                          |

|  | Pristichampsus vorax†          |
|  |                                |
|  | Pristichampsus geiseltalensis† |
|  |                                |

|  | Alligatoroidea (aligatores, caimanes, y parientes extintos) |
|  |                                                             |
|  | Crocodyloidea (cocodrilos y parientes extintos)             |
|  |                                                             |

|  | Planocrania datangensis†                                                                 |
|  |                                                                                          |
|  | \| \| Pristichampsus vorax† \| \| \| \| \| \| Pristichampsus geiseltalensis† \| \| \| \| |
|  |                                                                                          |
|  | Pristichampsus vorax†                                                                    |
|  |                                                                                          |
|  | Pristichampsus geiseltalensis†                                                           |
|  |                                                                                          |

|  | Pristichampsus vorax†          |
|  |                                |
|  | Pristichampsus geiseltalensis† |
|  |                                |

|  | Planocrania datangensis†                                                                 |
|  |                                                                                          |
|  | \| \| Pristichampsus vorax† \| \| \| \| \| \| Pristichampsus geiseltalensis† \| \| \| \| |
|  |                                                                                          |
|  | Pristichampsus vorax†                                                                    |
|  |                                                                                          |
|  | Pristichampsus geiseltalensis†                                                           |
|  |                                                                                          |

|  | Pristichampsus vorax†          |
|  |                                |
|  | Pristichampsus geiseltalensis† |
|  |                                |

|  | Alligatoroidea (aligatores, caimanes, y parientes extintos) |
|  |                                                             |
|  | Crocodyloidea (cocodrilos y parientes extintos)             |
|  |                                                             |

|  | Planocrania datangensis†                                                                 |
|  |                                                                                          |
|  | \| \| Pristichampsus vorax† \| \| \| \| \| \| Pristichampsus geiseltalensis† \| \| \| \| |
|  |                                                                                          |
|  | Pristichampsus vorax†                                                                    |
|  |                                                                                          |
|  | Pristichampsus geiseltalensis†                                                           |
|  |                                                                                          |

|  | Pristichampsus vorax†          |
|  |                                |
|  | Pristichampsus geiseltalensis† |
|  |                                |

|  | Planocrania datangensis†                                                                 |
|  |                                                                                          |
|  | \| \| Pristichampsus vorax† \| \| \| \| \| \| Pristichampsus geiseltalensis† \| \| \| \| |
|  |                                                                                          |
|  | Pristichampsus vorax†                                                                    |
|  |                                                                                          |
|  | Pristichampsus geiseltalensis†                                                           |
|  |                                                                                          |

|  | Pristichampsus vorax†          |
|  |                                |
|  | Pristichampsus geiseltalensis† |
|  |                                |

|  | Alligatoroidea (aligatores, caimanes, y parientes extintos) |
|  |                                                             |
|  | Crocodyloidea (cocodrilos y parientes extintos)             |
|  |                                                             |